# Manby
Manby – wieś w Anglii, w hrabstwie Lincolnshire, w dystrykcie East Lindsey. Leży 45 km na wschód od Lincoln i 206 km na północ od Londynu.